# Вільям Купер (яхтсмен)
Вільям Купер (англ. William Cooper, 4 серпня 1910 — 28 березня 1968) — американський яхтсмен.
Олімпійський чемпіон 1932 року в класі 8 метрів.